# Aléxandros Nikolópoulos
Pour les articles homonymes, voir Nikolopoulos.
Aléxandros Nikolópoulos (en grec moderne : Αλέξανδρος Νικολόπουλος), né en 1875, est un haltérophile grec, médaillé de bronze lors des Jeux olympiques d'été de 1896 à Athènes.
Dans l'épreuve du poids lourd à un bras, Aléxandros Nikolópoulos soulève 57 kilogrammes comme Viggo Jensen, il est seulement capable de soulever 40,0 kilogrammes de l'autre bras, il termine troisième de l'épreuve et il sera crédité de la médaille de bronze selon le classement postérieur établi par le Comité international olympique. En effet, en 1896, les troisièmes ne reçoivent aucune distinction.

## Palmarès

### Jeux olympiques
- Jeux olympiques de 1896 à Athènes (Grèce) :
  - Haltérophilie :
    -  Médaille de bronze sur l'épreuve poids lourd - à un bras.